# Puentedura
Puentedura est une commune d'Espagne dans la communauté autonome de Castille-et-León, province de Burgos. Elle s'étend sur 16,39 km2 et comptait environ 138 habitants en 2011.